# Elidże
Elidże (bułg. Елидже) – przełęcz położona w środkowych Rodopach, ponad rzeką Czepinską (Czangyrderską), która jest dopływem Ardy.
Przełęcz jest na granicy Bułgarii i Grecji. Z bułgarskiej strony przełęczy jest położona wieś Czepinci (obwód Smolan). Jej wysokość wynosi około 800 metrów.
Łączy Rudozem (w Bułgarii) i Ksanti (w Grecji). W rejonie jest budowane przejście graniczne Elidże – Ksanti. Oczekuje się, ze otwarcie przejścia rejon i że część ruchu z pobliskich portów egejskich, jak Aleksandropolis i Kawala przekieruje się na krótszą drogę Ksanti – Czepinci – Rudozem – Smolan – Płowdiw.